# 塚本定右衛門 (2代)
塚本 定右衛門 (2代)（つかもと さだえもん (にだい)、文政9年12月2日（1826年12月30日） - 明治38年（1905年）2月13日）は、江戸時代後期から明治時代の近江商人。塚本定次（つかもと さだじ）とも言う。総合繊維商社ツカモトコーポレーションの基盤を作り、勝海舟からは大人物と激賞された。

## 生涯
2代塚本定右衛門は、文政9年12月2日（1826年12月30日）に近江神崎郡川並村（現滋賀県東近江市五個荘川並町）の豪商初代定右衛門の長男として誕生した。幼名は与吉、諱は定次と称した。嘉永4年（1851年）に父が隠居し家督を継いだ。
定右衛門定次は、木綿・呉服店として「多利僅商」から「薄利広商」に運営方針を変換し、明治5年（1872年）東京市日本橋伊勢町に店を出し、明治18年（1885年）に隠居した。塚本家はその後、明治29年（1896年）に小樽店を開き、明治22年（1889年）には「塚本商社」、明治26年（1893年）「塚本合名会社」を組織し近代経営に大きく舵をきった。定右衛門定次は明治38年（1905年）に死去したが、経営の近代化はその後も着実に行われ大正7年（1918年）塚本同族合名会社、大正9年（1920年）株式会社塚本商店へと改組されていった。

## エピソード
- 勝海舟は、その著「氷川清話」の中で2代目定右衛門定次について語っている。「安政5年（1858年）の飢饉の時には蓄財を村の貧しい人々に放出し、自分の土地に桜や楓を植え貧しい人が花見ができるようにした。また、砂防工事や山林工事を行い、学校も作った」と言う話を紹介した上で、「なかなか大きな考えではないか。この様な人が、今日の世の中に幾人いるだろうか。日本人ももう少し公共心というものを養成しなければ、東洋の英国だなどと気取ったところでその実はなかなかみることはできまい」と、定次のことを特別な人物と賞賛した。